# Osorkon (grand prêtre d'Amon)
Pour les articles homonymes, voir Osorkon.
Osorkon ou « Prince Osorkon » est grand prêtre d'Amon à Thèbes de -845 à -835.
Il est sûrement le fils de Takélot II (-850 à -825). Certains historiens l'assimilent à Osorkon III.

## Règne
Promu premier prophète d’Amon par Nimlot II, il est contesté par une partie des Thébains qui le souhaitent roi de Tanis à la place de son frère Sheshonq III.
Les hostilités éclatent et la révolte est matée par la force. Une guerre civile s'ensuit en l’an 15 et dure une dizaine d’années.
Moins de deux ans après une première trêve, les Thébains reprennent la lutte et Osorkon perd pied en Haute-Égypte. Le temps pour lui de regagner Tanis, Takélot II (XXIIe dynastie) est mort et la place est occupée par le jeune frère du roi Sheshonq III.